# 八里漢民祠
八里漢民祠，俗稱廖添丁廟，位於臺灣新北市八里區訊塘里，主祀廖添丁。

## 沿革

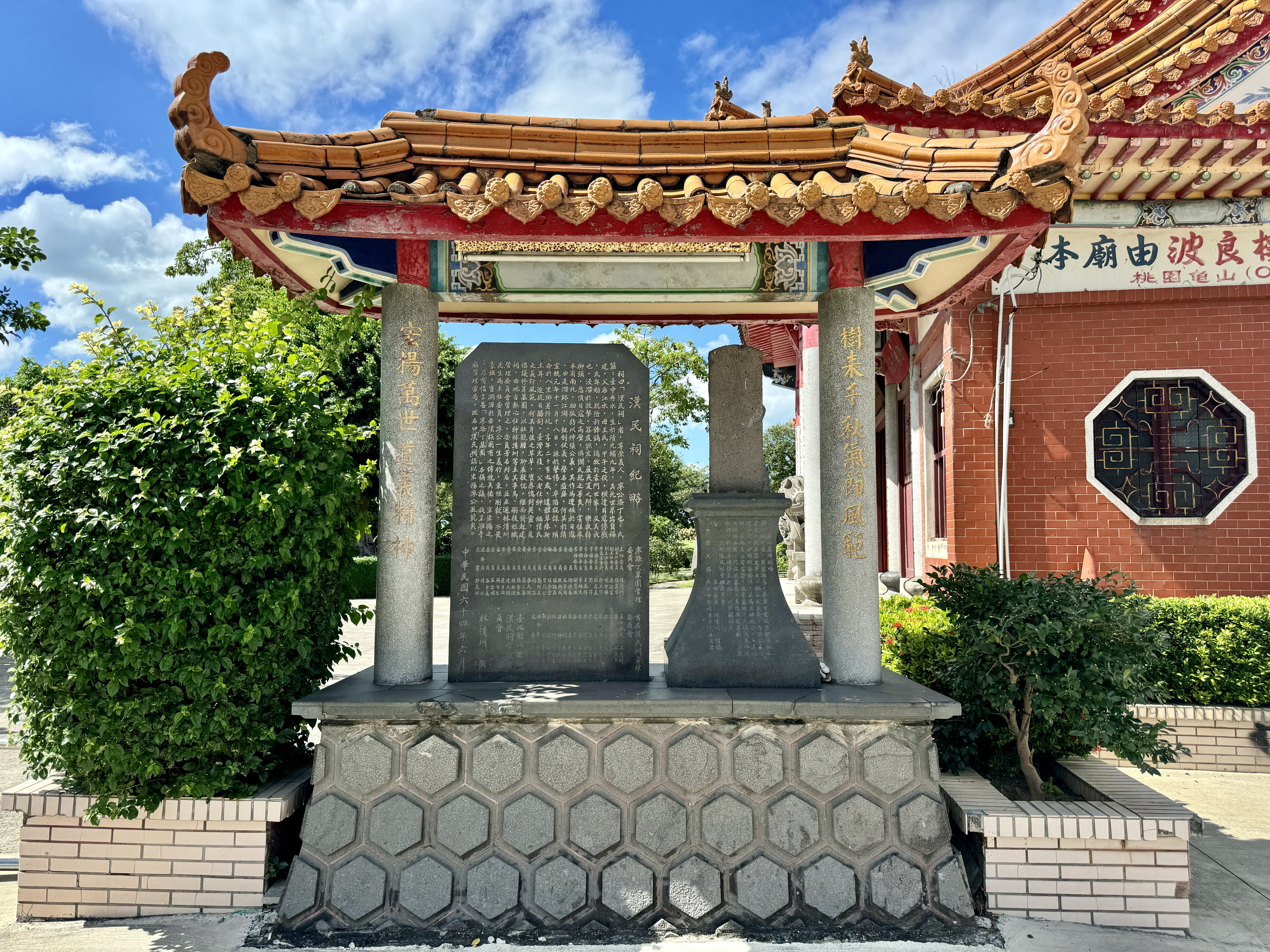
漢民祠紀略碑與廖添丁墓碑

廖添丁埋葬處的八里訊塘埔，早期作為墓園。1910年1月，因民間傳言去拜廖添丁墓可治療感冒等病，而香火興盛。至2月時，傳說有村民病後未還願，被廖添丁托夢，因此趕緊帶牲肉前往祭祀、請人演戲。3月3日，警方以迷信為由前往墓地驅除信徒，但依然阻止不了。之後，信徒為預防警方，便偷將廖添丁墓碑藏住，直到戰後時期才拿出。
1965年夏，婦人謝包稱因託夢，便在廖添丁墓上建立廖添丁廟，至1966年報導每日前往的信徒約20、30人。1973年，地方士紳以重修關帝廟名義重建，並由時任縣長邵恩新取命為「漢民祠」。廟身風格樸拙，內部懸掛匾額「漢之民也」。

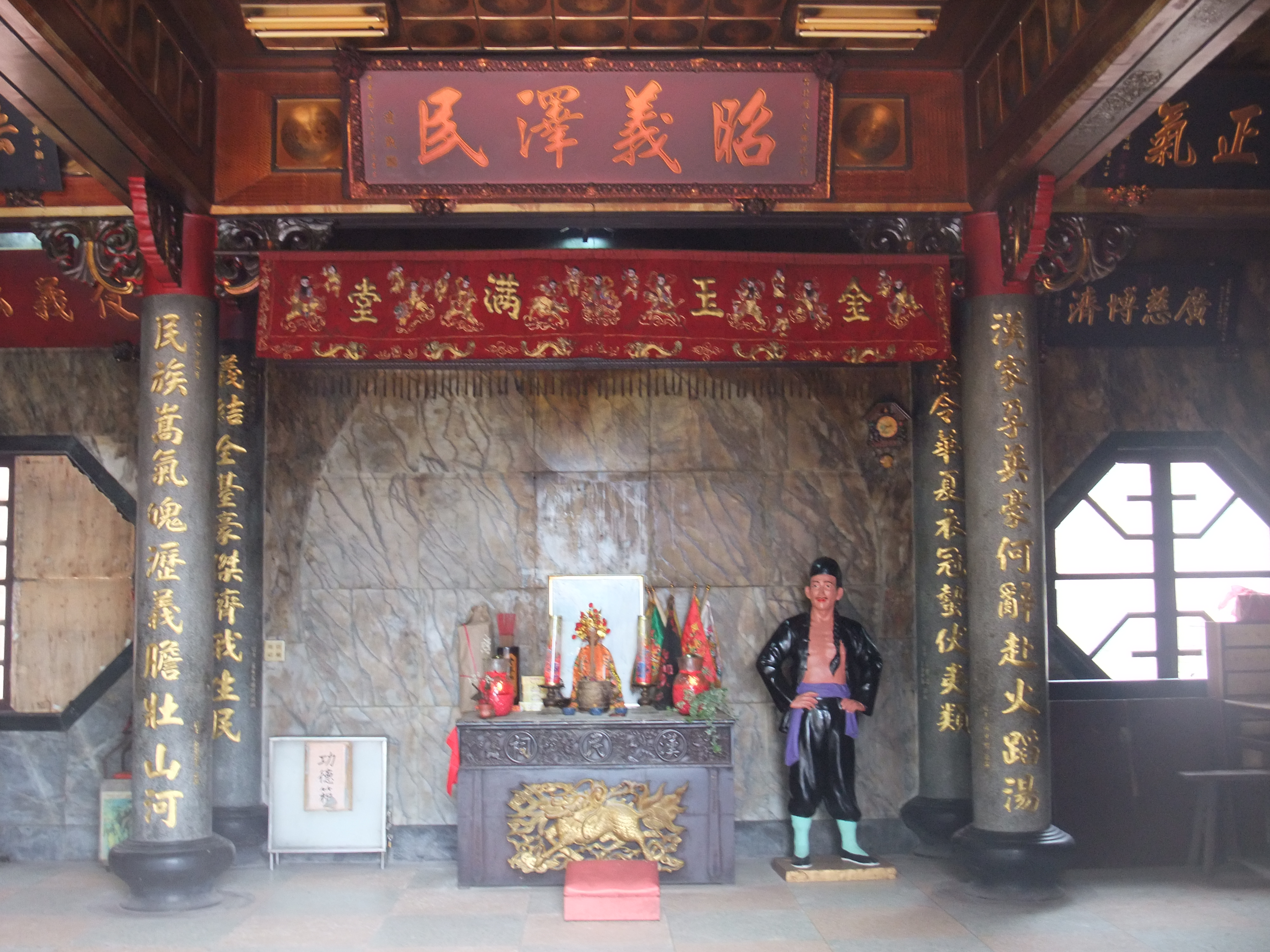
漢民祠內部

1979年擴大興建時，因地目為農業區，便以鄉公所名義提出專案申請。新廟1樓主祀廖添丁、2樓供奉關聖帝君、3樓為玉皇大帝。1981年，興建庭園，種植大片榕樹及各種觀賞花木。1984年4月10日，廟地從農業區變更為保存區。地址為中華路三段2號。2001年11月16日，廟地再調整為宗教專用區。

## 祭祀

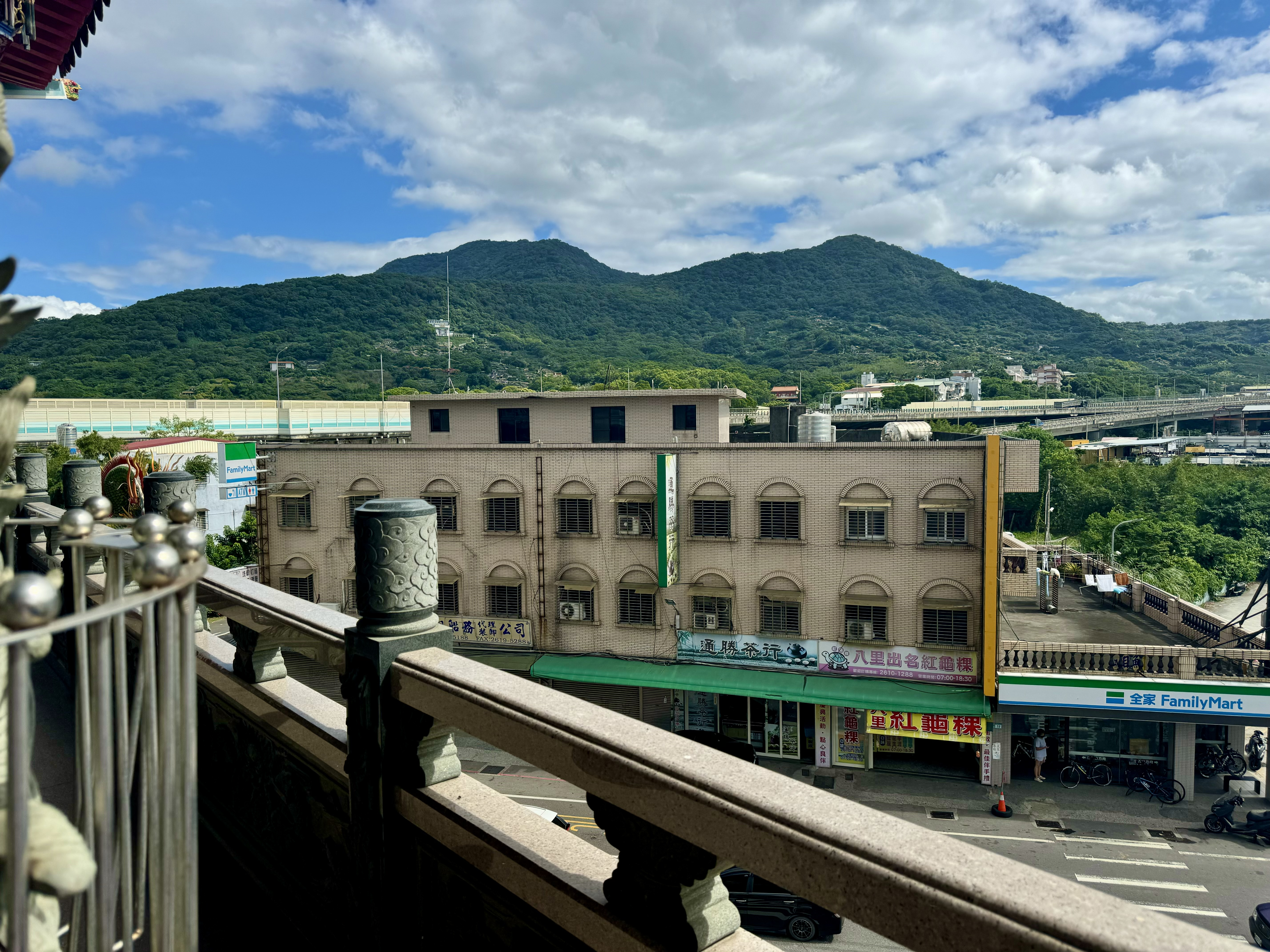
漢民祠新廟望八里山區荖阡坑方向與紅龜粿商店

1980年代間，因吳樂天在地方電台說書廖添丁蔚為風潮，被主管官署嚴查，1988年6月1日起便改播其他節目。當年，漢民祠在農曆十月廿六日舉行廖添丁祭典時，廟會可從凌晨至子夜方歇，香客預計超過萬人。由於吳樂天說書創作廖添丁跟班「紅龜仔」，造成前來漢民祠的香客買紅龜粿祭拜的習俗。台北縣政府在該年促銷各地特產時，就將紅龜粿列為八里的特產。大稻埕霞海城隍廟在農曆十月廿六日祭拜配祀的廖添丁時，同樣以紅龜粿為祭品。
廖添丁躲藏的荖阡坑地名由來，相傳是跟賭博有關的諧音「老千」。賭徒則認為廖添丁能幫助賭勝，前往漢民祠還願時需準備三牲四果外還須以西裝供奉，若失信下次賭博必慘輸。在2010年報導時，西裝尚掛在廖添丁墓前，還設有衣櫃。
同樣主祀廖添丁的清水漢民祠，在廖添丁農曆生日也會組團北上來八里漢民祠上香。
拍攝與廖添丁相關戲劇時，演員也會來漢民祠祭拜，如台視閩南語劇《廖添丁傳奇》劇組、林志穎主演電影《俠盜正傳》。

## 逸聞

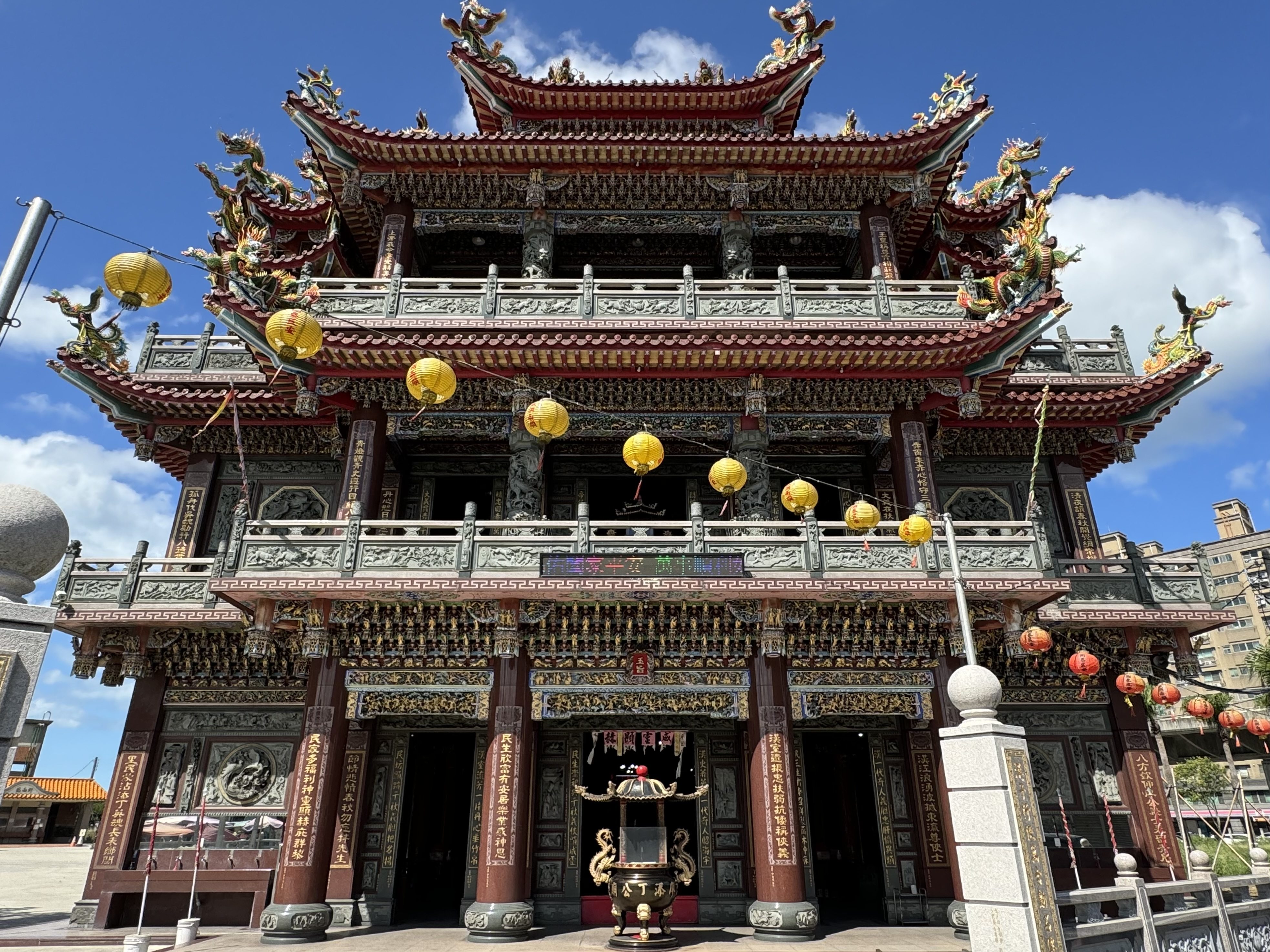
漢民祠新廟

地方傳出追捕廖添丁的日本警察松本建之，因妻子被廖添丁作崇而患重病，便出錢刻著「神出鬼沒廖添丁之墳墓」的墓碑立在廖添丁墓前。但依學者考據，明治、大正年代警察廳名錄並無「松本建之」這人。1978年，馬水龍受林懷民委託寫舞台劇《廖添丁》配樂時，曾到漢民祠尋求靈感，苦於毫無所獲之際，忽見到「神出鬼沒廖添丁」字眼，頓時領悟以詼諧活潑、悲壯作主題，寫出《廖添丁管弦樂組曲》。
2004年2月21日中午，桃園縣蘆竹鄉山腳國小一年級學童王正彥在表哥家旁的產業道路遭車撞死。王正彥母親陳秋菊說她便前往廖添丁廟「借膽」，以讓亡子去找肇事逃逸者，不久兒子託夢兇手即將落網，3月2日嫌犯被捕。
2013年，臺北港特定區舉行抵價地抽籤時，漢民祠部分廁所、水塔位在徵收範圍，恰好廟方在248組中抽籤配到自己，便不用拆除，讓眾人稱奇。